# Segunda guerra anglo-afgana
La segunda guerra anglo-afgana (en pastún: د افغان-انګرېز دويمه جګړه‎), se libró desde 1878 hasta 1880 entre el Reino Unido y el Emirato de Afganistán, cuando este último era gobernado por Sher Ali Khan de la dinastía Barakzai, hijo del antiguo emir Dost Mohammed Khan. Se trataba de la segunda vez que la India británica invadía Afganistán, siendo la primera la denominada primera guerra anglo-afgana. La contienda finalizó con la victoria de los británicos sobre los afganos, y la firma del Tratado de Gandamak. En el acuerdo de paz, se les permitió a los afganos mantener la soberanía interna, pero tuvieron que ceder el control de sus relaciones externas a los británicos, quienes, a cambio, garantizaban la libertad de la zona, protegiéndola de una potencial dominación militar extranjera. Con ello el Reino Unido pretendía frustrar la voluntad de expansión del Imperio ruso hacia la India. Afganistán también cedió oficialmente diversos territorios fronterizos a los británicos. Una vez finalizada la guerra, la mayoría de los soldados británicos e indios se retiraron de Afganistán. Kabul fue ocupada en octubre de 1879; Yacub Khan, hijo de Shere Alí, que había ocupado el trono en marzo del año anterior, fue forzado a abdicar y, en 1880, después del breve mandato de Ayub Khan, Abdur Rahman Khan, nieto de Dost Mohammed, se instaló en el trono. Los británicos decidieron retirarse en 1881, ya que en general el nuevo monarca les parecía una alternativa aceptable que podía alinearse con los intereses británicos.

## Guerra

### Antecedentes
Después de que las tensiones entre Rusia y el Reino Unido terminaran con el congreso de Berlín en junio de 1878, Rusia dirigió su atención a Asia central. Ese mismo verano, Rusia envió una misión diplomática, no invitada, a Kabul. Sher Ali Khan, el emir de Afganistán, intentó sin éxito mantenerlos fuera del país. Los enviados rusos entraron en Kabul el 22 de julio de 1878, y el 14 de agosto, los británicos, exigieron que Sher Ali aceptara también una misión británica.
El emir no sólo rechazó recibir una misión británica dirigida por Neville Francis Fitzgerald Chamberlain, sino que amenazó con detenerla si la enviaban. Lord Lytton, el virrey, ordenó que una misión diplomática se preparara para ir a Kabul en septiembre de 1878 pero la misión fue rechazada cuando se dirigía a la entrada oriental del paso Jáiber, lo que dio pie al estallido de la guerra anglo-afgana.

### Primera fase
Una fuerza británica de unos 50.000 soldados, en su mayor parte indios, fue distribuida en columnas militares que penetraron en Afganistán por tres puntos diferentes. Un alarmado Sher Ali intentó apelar en persona al zar ruso en busca de ayuda, pero incapaz de conseguirlo, regresó a Mazar-i-Sharif, donde murió el 21 de febrero de 1879.

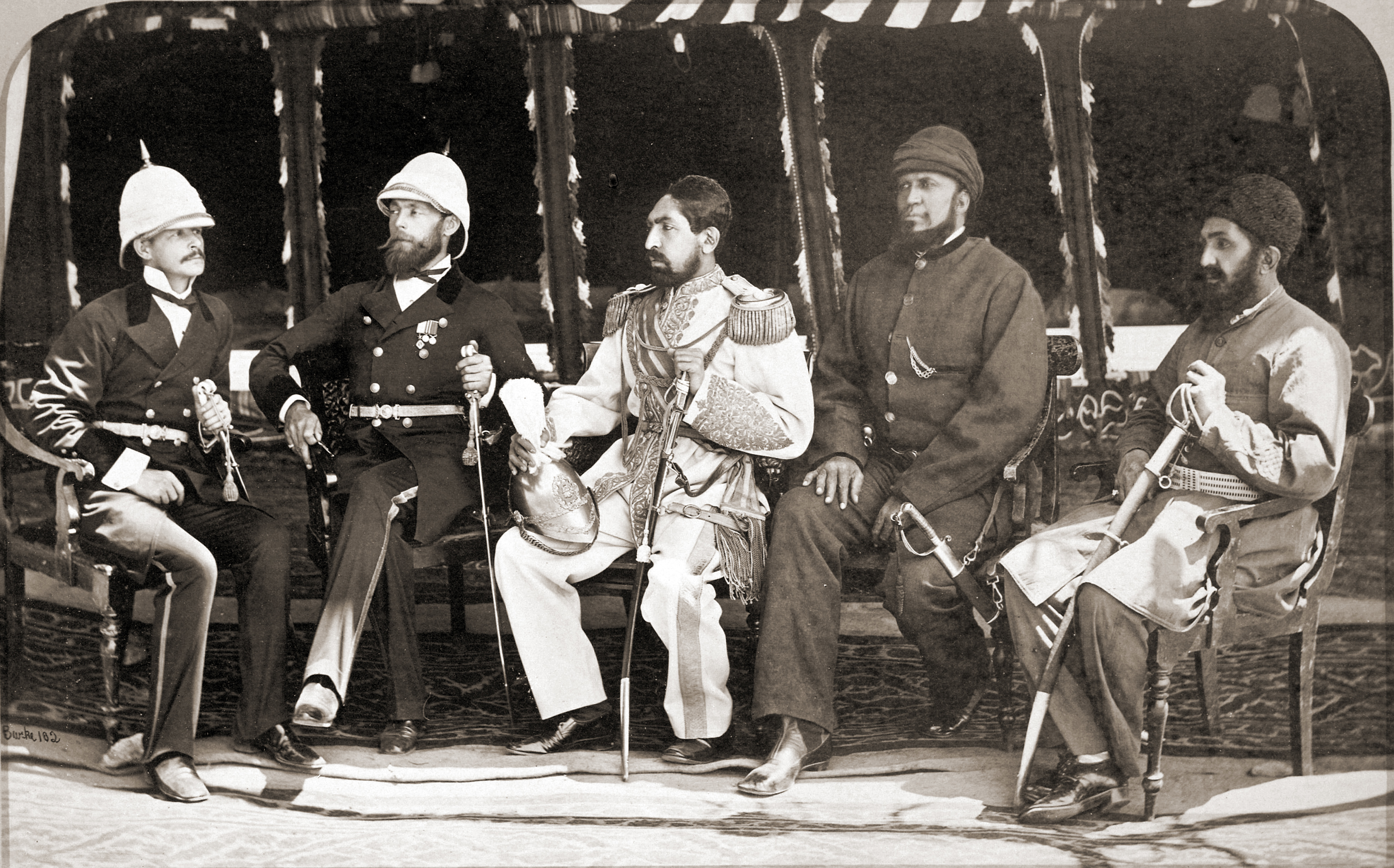
Mohammad Yaqub Khan con el británico Sir Pierre Cavagnari el 26 de mayo de 1879, cuando se firmó el tratado de Gandamak, fotografiados por John Burke.

### Tratado
Con fuerzas británicas ocupando gran parte del país, el hijo y sucesor de Sher Ali, Mohammad Yaqub Khan, firmó el tratado de Gandamak en mayo de 1879 para impedir una invasión británica del resto del país. Según este acuerdo, y a cambio de un subsidio anual y vagas seguridades de ayuda en caso de una agresión extranjera, Yaqub entregó a los británicos el control de los asuntos exteriores de Afganistán. Representantes del Reino Unido se instalaron en Kabul y otros lugares, el control británico se extendió a los pasos de Jáiber y Michni, y Afganistán cedió varias zonas tribales de la provincia de la frontera noroeste (Pishin, Sibi, Harnai) y Quetta al Reino Unido. El ejército británico, entonces, se retiró.
Sin embargo, el 3 de septiembre de 1879 se produjo un alzamiento en Kabul que llevó a la muerte de Sir Louis Cavagnari, el representante británico, junto con sus guardas y personal durante el asedio a la Residencia Británica, lo que provocó la siguiente fase de la segunda guerra anglo-afgana.

### Segunda fase

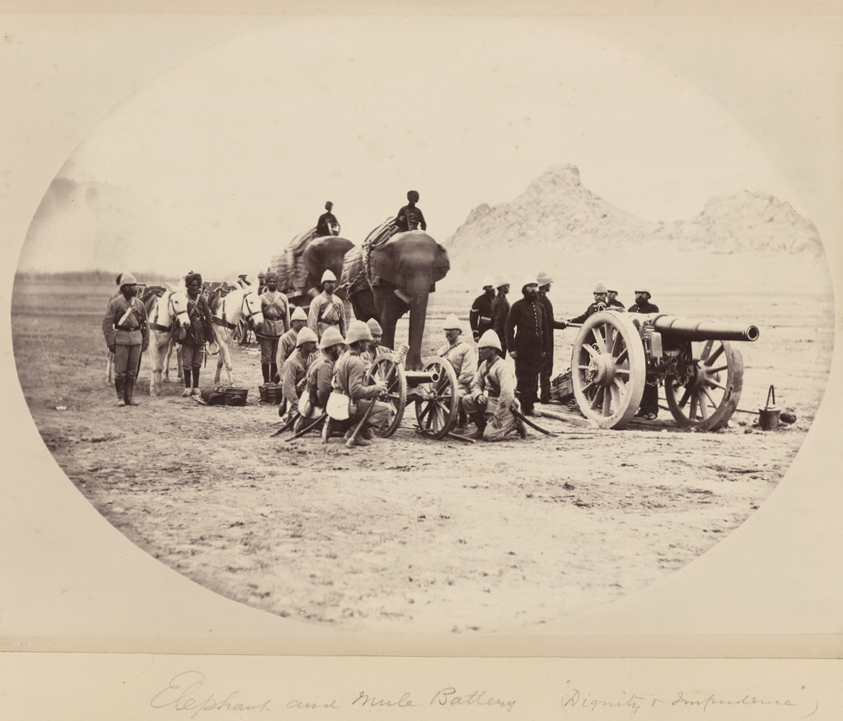
Titulado "Dignidad & Insolencia" por los rasgos de personalidad estereotípicos de elefantes y mulas, respectivamente, esta fotografía de John Burke muestra una agresión de elefante y mula durante la segunda guerra angloafgana. Este equipo de mula podría haber llevado suministros o arrastrado un pequeño cañón de campo, mientras que los elefantes llevarían el cañón grande. El cañón parece ser un cañón de montaña Rifled Muzzle Loader (RML) 7-pounder. Los hombres en la fotografía son una mezcla de soldados británicos y cipayos indios. El grupo de rodillas alrededor del cañón de campo más pequeño, de avancarga, está preparado para hacer fuego después de que el soldado enfrente a la izquierda ha usado el baqueta para meter bien la carga en el cañón. El cañón de la derecha, arrastrado por elefantes, parece ser un Rifled breech loader (RBL) 40-pounder Armstrong

El mayor general Sir Frederick Roberts lideró la Fuerza de Campo de Kabul por el paso de Shutargardan hacia Afganistán central, derrotó al ejército afgano en Char Asiab el 6 de octubre de 1879, y ocupó Kabul dos días después. El ghazi Mohammad Jan Khan Wardak, y una fuerza de 10 000 afganos se alzaron y atacaron a las fuerzas británicas cerca de Kabul en el Asedio del acantonamiento de Sherpur en diciembre de 1879. A pesar de asediar a los británicos, fracasó a la hora de mantener el cerco sobre Sherpur, y en lugar de ello pasó a centrarse en la fuerza de Roberts, lo que dio como resultado el derrumbamiento de su rebelión. Yaqub Khan, de quien sospechaba complicidad en la masacre de Cavagnari y su personal, se vio obligado a abdicar. Los británicos consideraron varios arreglos políticos, incluyendo la división de Afganistán entre diversos gobernantes colocando al hermano de Yaqub, Ayub Khan en el trono, pero al final se decidieron por su primo Abdur Rahman Khan como emir.
Ayub Khan, que había desempeñado el cargo de gobernador de Herat, se rebeló, derrotó a un destacamento británico en la batalla de Maiwand en julio de 1880 y asedió Kandahar. Roberts entonces lideró a la principal fuerza británica desde Kabul y derrotó decisivamente a Ayub Khan el 1.º de septiembre en la batalla de Kandahar, poniendo fin a su rebelión. Abdur Rahman había confirmado el tratado de Gandamak, dejando a los británicos el control de los territorios cedidos por Yaqub Khan y asegurando a los británicos el control de la política exterior de Afganistán a cambio de protección y un subsidio.
Abandonando la provocadora política de mantener un residente británico en Kabul, pero habiendo logrado el resto de sus objetivos los británicos se retiraron.

### Soldados indios y británicos capturados
El oficial británico John Masters señaló en su autobiografía que las mujeres afganas en la Provincia de la frontera noroeste de la India Británica durante la segunda guerra anglo-afgana castrarían a todos los soldados no musulmanes que fueran capturados, como los británicos y los sijs. También usaron un tipo de ejecución que implicaba el uso de orina; las mujeres pathan orinarían en las bocas de los prisioneros. Los soldados británicos capturados eran estirados sobre el suelo, y atados, se les ponía un palo en la boca para mantenerla abierta e impedir que tragaran. Las mujeres pathan entonces orinaban directamente en la boca del hombre hasta que este se ahogaba en orina, turnándose uno por vez.

## Cronología de batallas
Hubo varias acciones decisivas durante la segunda guerra anglo-afgana, desde 1878 hasta 1880. Aquí están las batallas y acciones en orden cronológico. Un asterisco (*) indica que, por esa batalla en particular, se concedió una barra con la medalla de Afganistán.

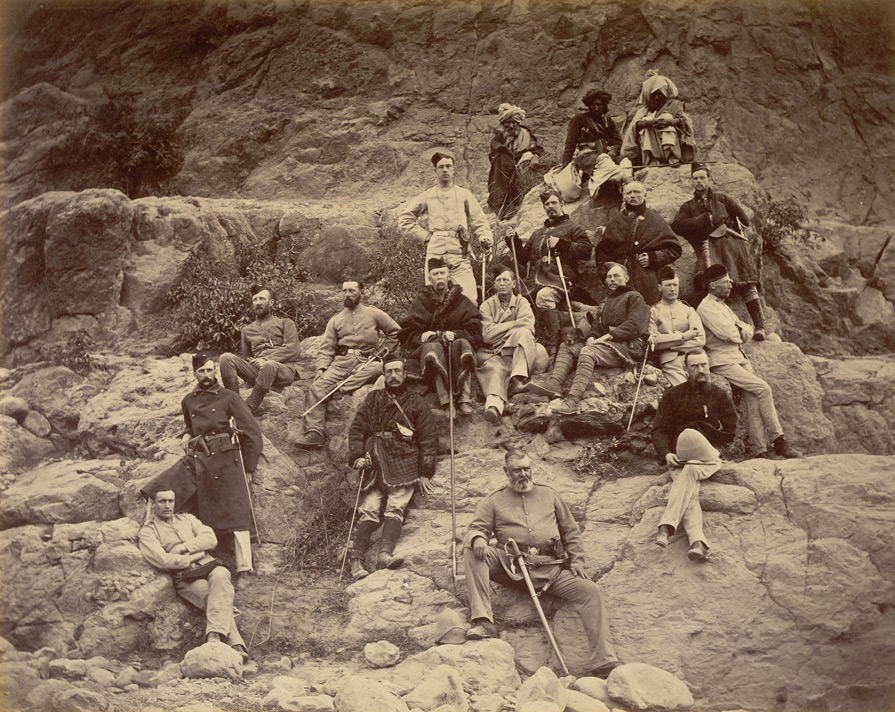
Equipo británico en el lugar de la batalla de Ali Masjid

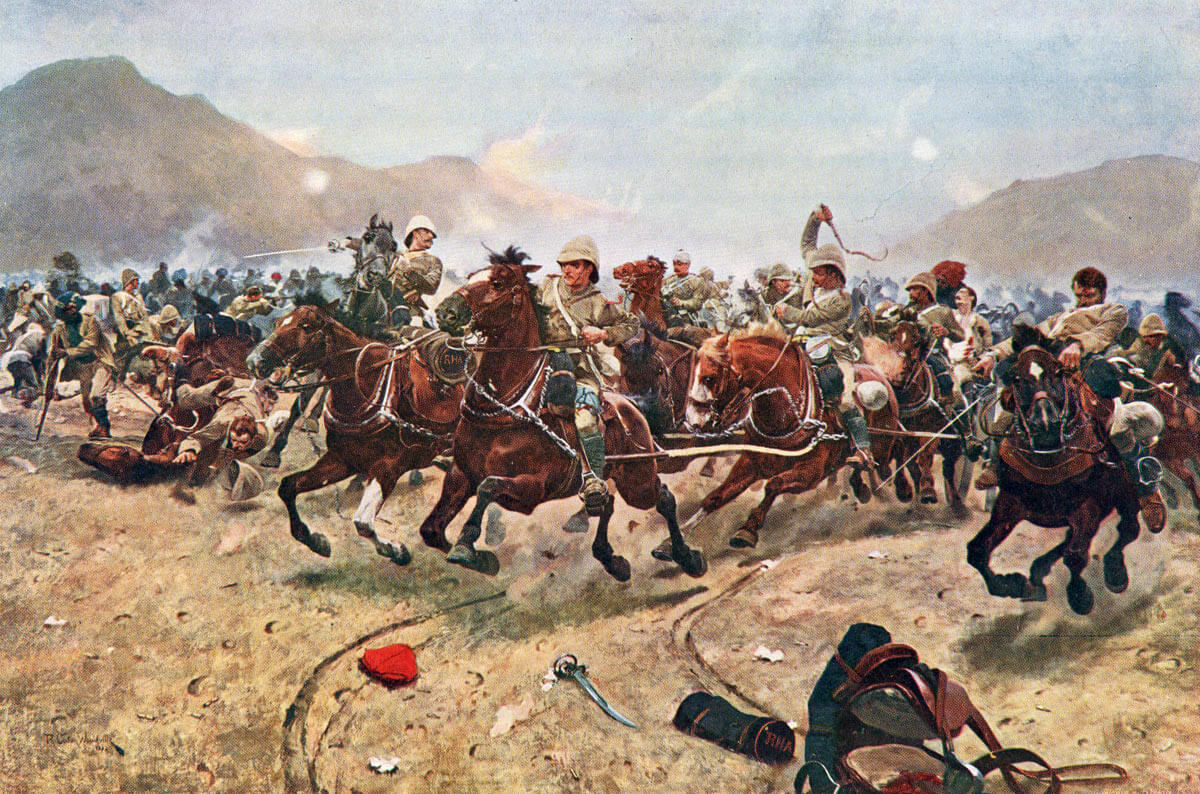
real artillería montada británica retirándose en el batalla de Maiwand

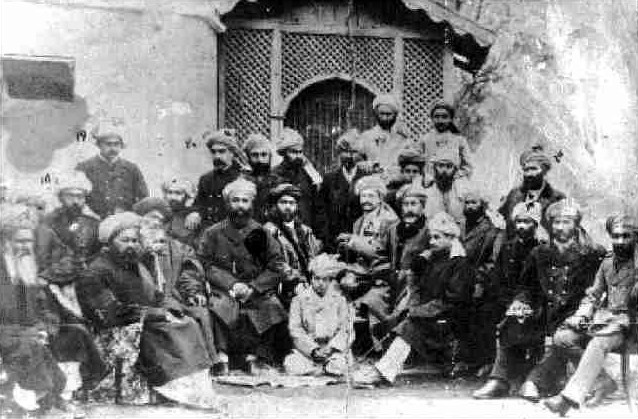
Vencedores afganos en la batalla de Maiwand

### 1878
1. Batalla de Ali Masjid* (victoria británica)
2. Batalla de Peiwar Kotal* (victoria británica)

### 1879
1. Acción en Takht-i-Pul (victoria británica)
2. Acción en Matun (victoria británica)
3. Batalla de Khushk-i-Nakud (victoria británica)
4. Batalla de Fatehabad (victoria británica)
5. Batalla de Kam Dakka (victoria afgana)
6. Batalla de Charasiab* (victoria británica)[25]
7. Batalla de Shajui
8. Batalla de Karez Mir
9. Batalla de Takht-i-Shah
10. Batalla de los Altos de Asmai* (victoria afgana)
11. Asedio de Sherpur* (victoria británica)

### 1880
1. Batalla de Ahmed Khel* (victoria británica)
2. Batalla de Arzu
3. Segunda Batalla de Charasiab
4. Batalla de Maiwand (victoria afgana)
5. Batalla de Deh Koja (victoria afgana)
6. Batalla de Kandahar* (victoria británica)

### 1881
1. Evacuación de Kandahar (y Afganistán)